# Белей Василь Васильович
Васи́ль Васи́льович Беле́й (1922—2012) — український громадський діяч; пластун. Вояк Карпатської Січі.

## Життєпис
Народився В. Белей 1 березня 1922 року в селі Великий Бичків на Рахівщині, з яким
пов'язані його дитинство і юність, активна участь у Пласті, в героїчних і трагічних подіях березня 1939 р. в Карпатській Україні.
Після переслідувань за національні погляди повернувся у 1947 р. до Великого Бичкова, проте й тут всевидяче око спецслужб фіксувало кожен крок колишнього пластуна-січовика.
24 серпня 1991 р. було прийнято Акт про державну незалежність України. Кілька років до цього Василь Белей був серед активних борців за самостійну Українську державу, брав діяльну участь у Народному Русі України.
У числі перших відроджував Пластові осередки у Великому Бичкові, Мукачеві, Ужгороді та інших місцевостях краю, став поширювачем української національної ідеї, учасником всіх значних подій у громадсько-політичному та культурному житті Закарпаття.